# Tu Youyou
Youyou Tu (屠呦呦 født 30. december 1930 i Ningbo i provinsen Zhejiang) er en kinesisk forsker. I 2015 blev hun tildelt Nobelprisen i fysiologi eller medicin for "hendes opdagelser i forbindelse med en ny terapi mod malaria". Hun blev tildelt halvdelen af prisen, den anden halvdel gik til William C. Campbell og Satoshi Ōmura. Youyou Tu opdagede artemisinin, et lægemiddel der har reduceret malariadødeligheden betragteligt. Hun blev tildelt Laskerprisen for den samme opdagelse i 2011.
Hun har eksamen fra Institut for Farmaci ved Beijing Medical University i 1955. Mellem 1965 og 1978 arbejdede hun som assisterende professor ved China Academy of Traditional Chinese Medicine. Mellem 1979 og 1984 var hun lektor, og i 1985 blev hun professor der. Siden 2000 har Youyou Tu været ledende professor ved Kinas akademi for traditionel indenlandsk medicin.